# Ripieno (musica)
In musica, il ripieno è il tutti orchestrale di strumentisti in un concerto grosso, ovvero tolti i solisti del concertino, a cui esso è opposto. Il ripieno sostiene anche il basso continuo quando questo fa parte dell'opera da eseguire ed è il maggior complesso utilizzabile nell'esecuzione del concerto grosso dell'epoca barocca. Il termine è usato soprattutto nella musica strumentale, e raramente anche in quella corale. Possiede anche l'accezione riferita al corpo principale di un'orchestra nella prima musica sinfonica, oggi in disuso.
Un membro del ripieno è detto ripienista. L'espressione senza ripieni indica di suonare senza ripienisti ed è frequente nelle opere di Georg Friedrich Händel.
Nella musica bandistica il ripieno, repiano o ripiano è parallelamente un gruppo di suonatori delle bande militari, spesso clarinetti e cornette.